# Бабашур (Якшур-Бодьинский район)
Бабашур — деревня в Якшур-Бодьинском районе Удмуртской республики.

## География
Находится в центральной части Удмуртии на расстоянии приблизительно 3 км на северо-восток по прямой от районного центра села Якшур-Бодья.

## История
Известна с 1891 года как починок. В 1893 году здесь было учтено дворов 22, в 1905 — 27, в 1924 (уже деревня)- 41. До 2021 год входила в состав Якшурского сельского поселения.

## Население
Постоянное население составляло 174 человека (1893, все удмурты), 209 (1905), 256 (1924), 1 человек в 2002 году (удмурты 100 %), 1 в 2012.